# Ola Brunkert
Ola Brunkert (Örebro, 15 september 1946 - Majorca, 16 maart 2008) was een Zweedse drummer. Hij was het meest bekend als een van de drummers van ABBA.
Brunkert was onder andere te horen op de eerste single van de groep "People Need Love", de Songfestivalhit "Waterloo" en andere liedjes uit de jaren 70. In oktober 1981 nam hij voor het laatst deel aan een opname met ABBA, voor de single "One of Us".
In 2008 stierf hij op 61-jarige leeftijd door een ongeluk. Brunkert viel door een glazen keukendeur heen en sneed zijn keel door het glas.
- Bibliothèque nationale de France: cb16523705n (data)
- Gemeinsame Normdatei: 134338715
- International Standard Name Identifier: 0000 0001 2142 2614
- MusicBrainz: a071177f-d44e-4595-be37-74e3ff129b13
- Nationale Bibliotheek van Tsjechië: xx0076500
- Système universitaire de documentation: 179955454
- Virtual International Authority File: 79583229